# دهستان مشیز
 دهستان مشیز یکی از دهستان‌های بخش مرکزی شهرستان بردسیر استان کرمان ایران است.